# Dawit Tschubinaschwili

Dawit Tschubinaschwili

Dawit Iesses dse Tschubinaschwili (georgisch დავით იესეს ძე ჩუბინაშვილი, russisch Давид Иессеевич Чубинашвили Dawid Ijessejewitsch Tschubinaschwili, russifiziert Чубинов Tschubinow; * 26. Septemberjul. / 8. Oktober 1814greg.; † 5. Junijul. / 17. Juni 1891greg.) war ein georgisch-russischer Philologe, Lexikograf und Hochschullehrer.

## Leben
Tschubinaschwili war der Sohn eines angesehenen Priesters und Lehrers, der Bücher zur georgischen Grammatik verfasste. Tschubinaschwili verlor 1821 seine Eltern, so dass er bei seinem Onkel Nikolai Tschubinaschwili (1790–1847) in St. Petersburg aufwuchs. Zusammen mit seinem Onkel diente er dem Asien-Departement des Innenministeriums als Übersetzer. Er besuchte das Gymnasium in St. Petersburg und wurde nach häuslicher Vorbereitung 1835 zum Studium an der Universität St. Petersburg zugelassen. Nach dem Abschluss des Studiums 1839 arbeitete er im Asien-Departement des Außenministeriums.
1844 wurde Tschubinaschwili Lehrer für Georgisch und 1859 Professor für Georgisch an der Universität St. Petersburg. Er wirkte an der Einrichtung der Abteilung für georgische Sprache und Literatur mit, deren Vorsitz er 1855–1871 innehatte. Er schuf ein Georgisch-Russisch-Französisch-Wörterbuch, das auf Kosten der Akademie der Wissenschaften gedruckt wurde und ihm 1840 seinen ersten ungeteilten Demidow-Preis einbrachte. Die Grundlage des Wörterbuchs waren das handschriftliche georgische Wörterbuch Sulchan-Saba Orbelianis und das Georgisch-Russisch-Wörterbuch Nikolai Tschubinaschwilis, die erst später herausgegeben wurden. 1847 erhielt er seinen zweiten ungeteilten Demidow-Preis für das 1846 erschienene Russisch-Georgisch-Wörterbuch.
Tschubinaschwili wurde in die Kaiserliche Geographische Gesellschaft und in die Kaiserliche Archäologische Gesellschaft gewählt. Er beteiligte sich an der Gesellschaft für Alphabetisierung der Georgier in Tiflis. Er schrieb Literaturkritiken in der russischen und georgischen Presse, verfasste Bücher über georgische Sprache und Literatur und gab Schota Rustawelis Der Recke im Tigerfell und andere Klassiker der georgischen Literatur heraus. Seine reiche Sammlung georgischer Handschriften vermachte er der Gesellschaft für Alphabetisierung der Georgier.